# Silene violascens
Silene violascens är en nejlikväxtart som först beskrevs av Alexandr Innokentevich Tolmatchew, och fick sitt nu gällande namn av V.V. Petrovsky och Elven. Silene violascens ingår i släktet glimmar, och familjen nejlikväxter. Inga underarter finns listade i Catalogue of Life.